# Barbara Sukowa
Barbara Sukowa (Bremen, 2 de febrero de 1950) es una artista alemana, actriz de teatro y de cine, recitante y narradora en el ámbito de la música clásica.
Estudió en la Max-Reinhardt-Schule für Schauspiel, de Berlín. Sukowa se estrenó en esa ciudad en 1971, participando en una representación de una obra de Peter Handke. Ha trabajado en obras de Georg Büchner, Shakespeare, Henrik Ibsen y en El jardín de los cerezos de Chejov
Encarnó al personaje de Mieze en la monumental saga de Rainer Werner Fassbinder Berlin Alexanderplatz (1980), e interpretó a Rosa Luxemburgo y Hildegard von Bingen y Hannah Arendt, todas de Margarethe von Trotta.
Sukowa además es narradora en obras líricas como recitante. Se ha destacado en la obra de Arnold Schönberg, el Pierrot Lunaire y en las  Gurrelieder con la Filarmónica de Berlín y Claudio Abbado; otros trabajos incluyen Pedro y el lobo, Jeanne d’Arc au bûcher (Juana de Arco en la hoguera)
Fue jurado del Festival de Berlín 2012.
Sukowa está casada con el director y artista Robert Longo  Tiene dos hijos de matrimonios previos con Hans-Michael Rehberg y con Daniel Olbrychski.

## Filmografía
- 1980: Berlin Alexanderplatz -  (Rainer Werner Fassbinder)
- 1981: Marianne & Juliane -  (Margarethe von Trotta)
- 1981: Lola (Rainer Werner Fassbinder)
- 1983: Équateur (Serge Gainsbourg)
- 1985: Space (Lee Phillips y Joseph Sergeant)
- 1986: Rosa Luxemburgo (Margarethe von Trotta)
- 1987: The Sicilian (Michael Cimino)
- 1987: Days to Remember
- 1990: Europa (Lars von Trier)
- 1991: Voyager (Volker Schlöndorff)
- 1993: M. Butterfly (David Cronenberg)
- 1995: Johnny Mnemonic (Robert Longo)
- 1998: Lost Souls (Jeff Woolnough)
- 1998: Cradle Will Rock (Tim Robbins)
- 2005: Romance & Cigarettes (John Turturro)
- 2009: Vision (Margarethe von Trotta)
- 2012: Hannah Arendt (Margarethe von Trotta)
- 2015: 12 Monkeys
- 2018: Gloria Bell

## Premios y distinciones
Festival Internacional de Cine de Cannes
| Año  | Categoría    | Película                      | Resultado |
| ---- | ------------ | ----------------------------- | --------- |
| 1986 | Mejor actriz | Die Geduld der Rosa Luxemburg | Ganadora  |

Festival Internacional de Cine de Venecia
| Año  | Categoría                     | Película              | Resultado |
| ---- | ----------------------------- | --------------------- | --------- |
| 1981 | Golden Phoenix - Mejor actriz | Las hermanas alemanas | Ganadora  |

- 1980: Chaplin Schuh Beste Nachwuchs Darstellerin
- 1982: Bundesfilmpreis
- 1986: Best Actress  Bundesfilmpreis /German Federal Government Award
- 1997: Bayerischer Filmpreis|Bavarian Film Awards
- 2008: World Film Festival Montreal
- 2009: Bayerischer Filmreis
- 2008: ECHO (premio) por Im Wunderschoene Monat Mai